# Shaftesbury Avenue

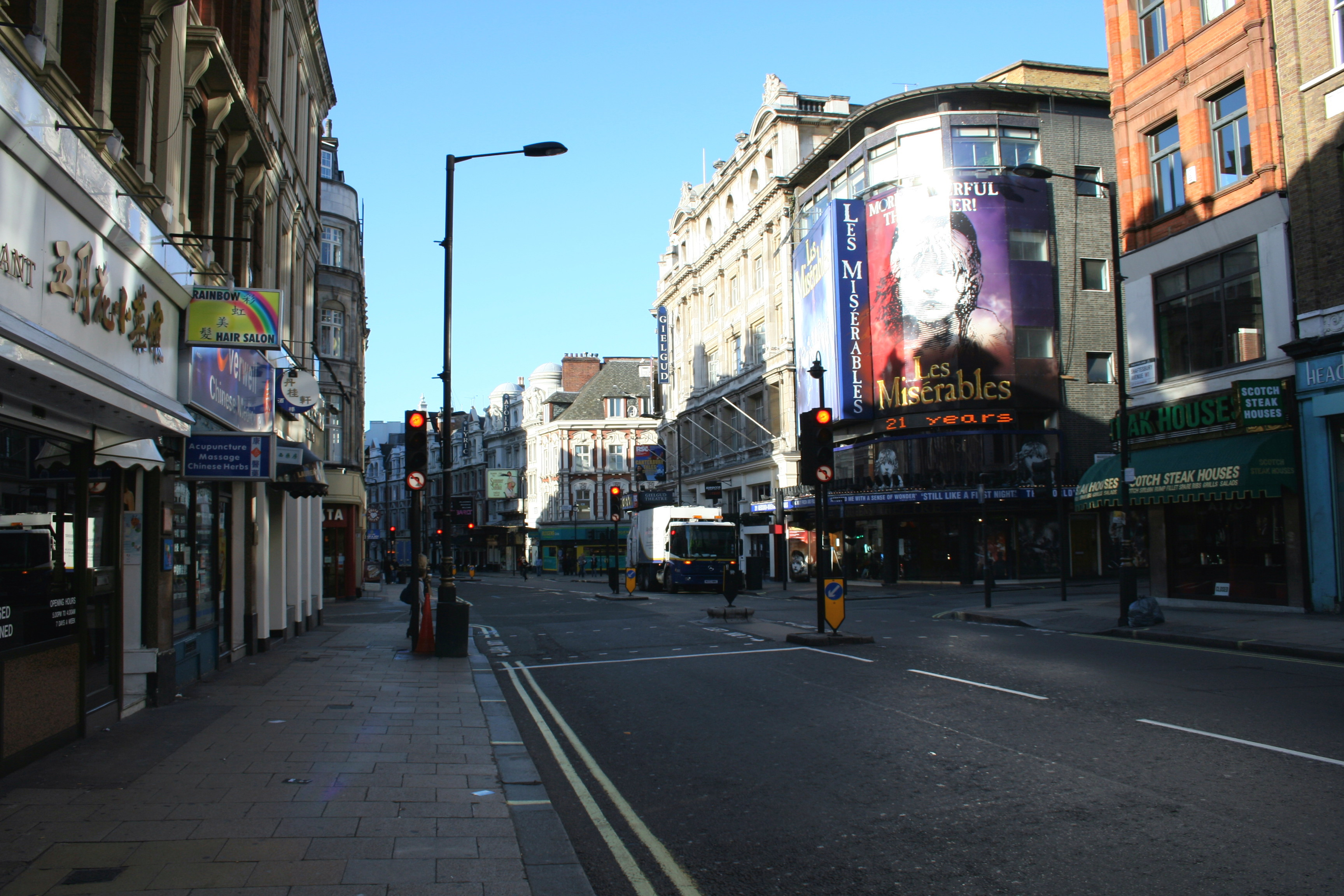
Shaftesbury Avenue un sábado por la mañana.

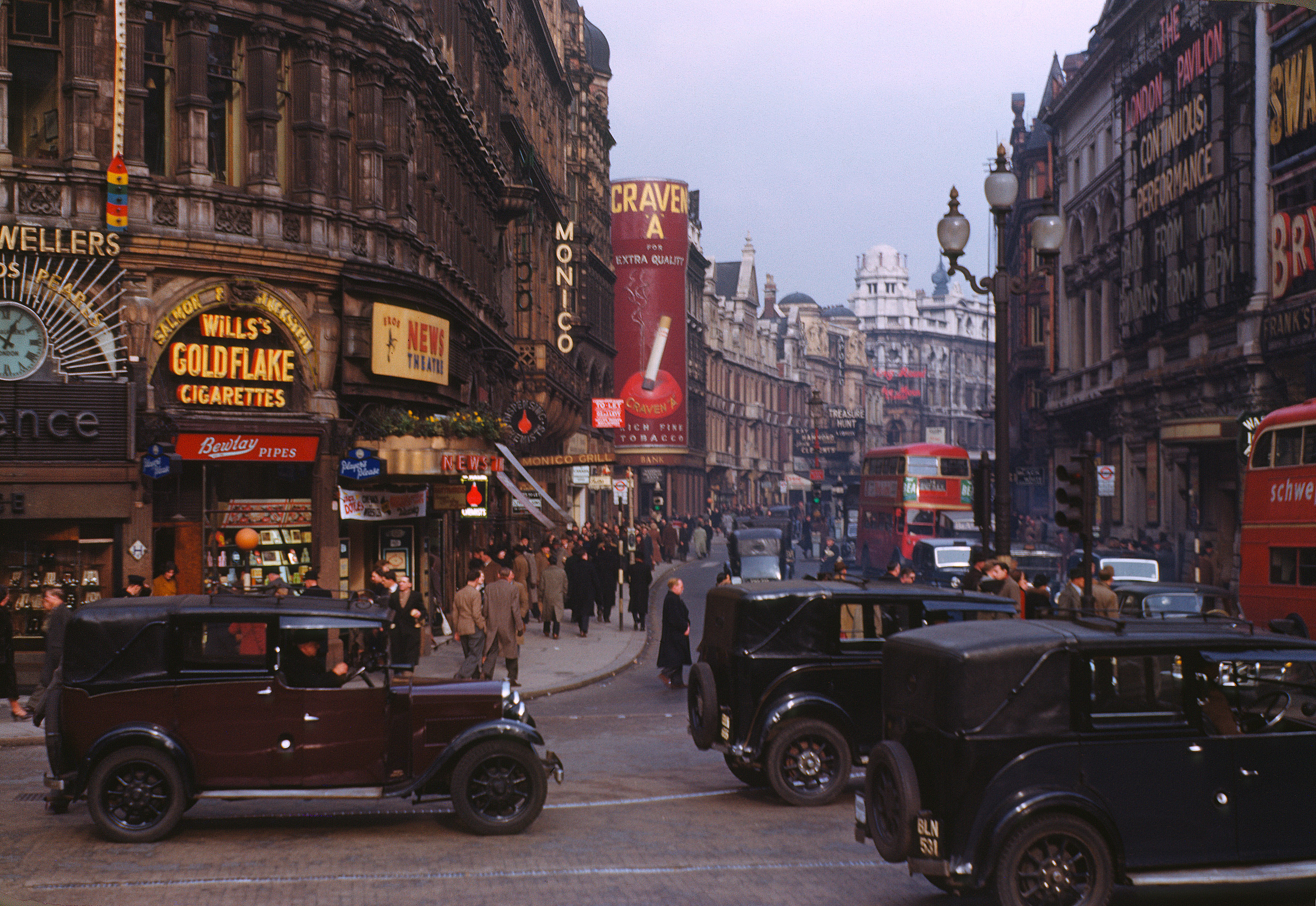
Shaftesbury Avenue desde Piccadilly Circus en 1949.

Shaftesbury Avenue es una calle situada en el West End de Londres, Reino Unido, dedicada a Anthony Ashley-Cooper, VII conde de Shaftesbury, que discurre en dirección noreste desde Piccadilly Circus hasta New Oxford Street, cruzando Charing Cross Road en Cambridge Circus. Desde Piccadilly Circus hasta Cambridge Circus está en la Ciudad de Westminster y desde Cambridge Circus hasta New Oxford Street está en Camden.
Shaftesbury Avenue fue construida a finales del siglo XIX (1877–1886) por el arquitecto George Vulliamy y el ingeniero Sir Joseph Bazalgette para proporcionar una arteria norte-sur para el tráfico a través de los barrios superpoblados de St. Giles y Soho. También constituyó una medida de renovación urbana que desplazó a los trabajadores pobres fuera del centro de la ciudad, aunque la construcción de la calle fue paralizada por la legislación, que exigió realojar algunos de los residentes desplazados. El Charles Booth's Poverty Map Archivado el 5 de julio de 2009 en Wayback Machine. muestra la composición económica del barrio poco después de la apertura de Shaftesbury Avenue.
Se considera habitualmente el corazón de la zona de teatros del West End, ya que contiene los teatros Lyric, Apollo, Gielgud y Sondheim agrupados en el lado norte de la calle, entre Piccadilly Circus y Charing Cross Road. En la intersección de Shaftesbury Avenue y Charing Cross Road también está el grandioso Palace Theatre. Finalmente, en el extremo noreste de la calle hay otro gran teatro, llamado Shaftesbury Theatre. También se situaba en Shaftesbury Avenue el Saville Theatre, pero en 1970 fue transformado en un cine, llamado primero ABC1 y ABC2, y desde 2001 Odeon Covent Garden. A mitad de la avenida se sitúa otro cine, el Curzon.
Entre 1899 y 1902, se ubicó en el 67 de Shaftesbury Avenue la Bartitsu School of Arms and Physical Culture, que tuvo la distinción de ser la primera escuela de entrenamiento comercial de artes marciales en Occidente. Shaftesbury Avenue también marca el inicio del Chinatown de Londres. El número de negocios chinos en la avenida ha aumentado en los últimos.
Por la tarde, los artistas callejeros se reúnen en el pavimento exterior de la sede de ICE - International Currency Exchange y Raphaels Bank (antigua sede de Natwest) en el extremo de Piccadilly de la avenida y realizan retratos de turistas.

## En la cultura popular
En Shaftesbury Avenue nació Cat Stevens.
En Shaftesbury Avenue se grabaron algunas escenas de la película Harry Potter y las Reliquias de la Muerte: parte 1, en la que también se menciona.
Shaftesbury Avenue es mencionada en las canciones "Wild West End" de Dire Straits y "Wendy Wonders" de Eugene McGuinness.
En los primeros episodios de Wheeler Dealers, se puede ver un letrero de Shaftesbury Avenue en la pared del taller de Edd China.
En la película 28 días después, el protagonista, Jim (Cillian Murphy), estaba «transportando un paquete de Farringdon a Shaftesbury Avenue y un coche le golpeó». Esta fue la causa de su coma, del que se despertó 28 días después.
La novela gráfica de 2015 Suffrajitsu: Mrs. Pankhurst's Amazons incluye varias escenas ambientadas en Shaftesbury Avenue, en particular en el Bartitsu Club, que se ha situado históricamente en el 67 de Shaftesbury Avenue.